# ایسما رویز
ایسما رویز (انگلیسی: Isma Ruiz؛ زادهٔ ۱۴ فوریهٔ ۲۰۰۱) بازیکن فوتبال است.
وی همچنین در تیم‌های ملی فوتبال زیر ۱۸ سال اسپانیا، زیر ۱۹ سال اسپانیا، و زیر ۲۰ سال اسپانیا بازی کرده‌است.